# 蒙圣埃卢瓦
蒙圣埃卢瓦（法語：Mont-Saint-Éloi，法語發音：[mɔ̃ sɛ̃.t‿elwa]）是法国上法兰西大区加来海峡省的一个市镇，位于该省东部，属于阿拉斯区。

## 地理
蒙圣埃卢瓦（50°21'4"N, 2°41'35"E）面积15.85 平方千米，位于法国上法蘭西大區加来海峡省，该省份为法国北部沿海省份，西北濒北海，南至索姆省，东临北部省。
与蒙圣埃卢瓦接壤的市镇（或旧市镇、城区）包括：阿克、卡朗西、埃特兰、上阿韦讷、马勒伊、讷维尔圣瓦、维莱欧布瓦。
蒙圣埃卢瓦的时区为UTC+01:00、UTC+02:00（夏令时）。

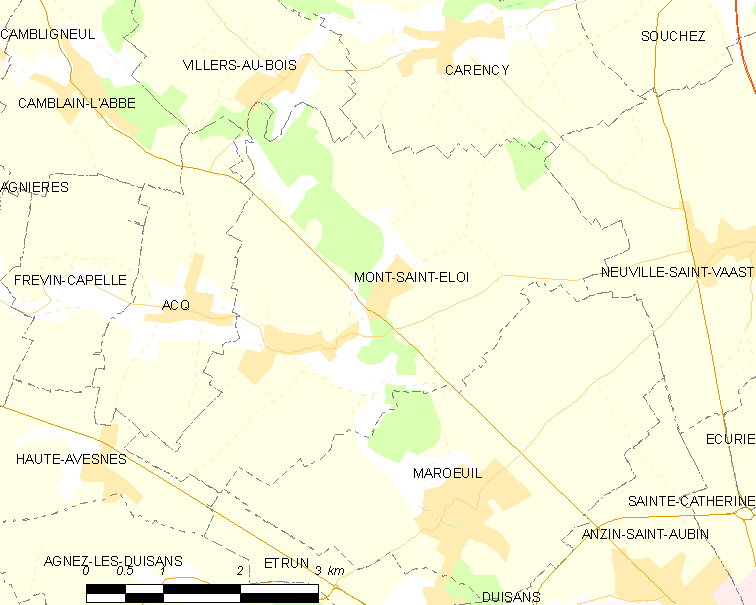
蒙圣埃卢瓦的OSM定位图

## 行政
蒙圣埃卢瓦的邮政编码为62144，INSEE市镇编码为62589。

## 政治
蒙圣埃卢瓦所属的省级选区为阿拉斯第一县。

## 人口

1962-2008年间蒙圣埃卢瓦人口变化图示

蒙圣埃卢瓦于2022年1月1日时的人口数量为1023人。